# Sandra Lang
Sandra Lang es una cantante de Taishan Cantopop de Hong Kong retirada, activa en la década de los años 1970.

## Carrera
Durante la década de los años 1960 la carrera Sandra Lang comenzó junto a un grupo de Hong Kong Inglés pop llamado The Chopsticks. El grupo no duró mucho tiempo, y Lang pronto lanzó como solista dándose a conocer en la TVB.
En 1974 participó en un canal de televisión cantonesa interpretando el tema musical "La Yuanfen de una boda que llora y ríe" (啼笑 姻缘) en la que hizo su debut como intérprete de Cantopop en el fenómeno de la nueva música. La canción fue difundido por Jade TVB el 11 de marzo de 1974 a las 19:00. La versión de 1974 de la canción fue escrita por Joseph Koo.